# شاه بلاف
شاه بلاف ( بالأذرية: Şah plov )، هي أكلة شعبية أذربيجانية. طعام يحضر من اللحم و الأرز و كستنة و خوخ أصفر مجفف.

## اصل الكلمة
ومن المعروف أن طعام << بلاف >> من العصور القديمة. فمن الممكن أن تأتي عبر لإسم هذا الطعام في الإبوس والحكايات القديمة. و يمكن العثور على كلمة «بلوف» في النقوش القرن العاشر.

تسمية هذا النوع من الأرز بمناسبة الأعياد تنجم عن شكله الذي يشبه تاج حكام الشرق للقرون الوسطى.

## طريقة التحضير
لأجل طهي الأرز يجب تصفيته وتنقيته ووضه في الماء المملح لمدة 3-4 ساعات.
```
ثم يجب وضعها على النار إلى أن حتى تقترب من النضج ويضاف إليه قليلا من الملح وبعده يصفي ويضاف إليه زعفران.
[
4
]
```

و يقتع اللحم بشكل مربعات صغيرة ويضاف إليه ملح وفلفل ويضاف إليه أيضا خوخ أصفر مجفف.
ثم يدهن قاع القدر أو الحلة بالزبدة. ( و من أجل طهي هذا الأرز يجب اختيار وعاء طهي قطر قاعه أضيق من قطر غطائه وذلك لسهولة إخراج الأرز منه بعد الطهي) 
و بعده توضع عدد 5 فطيرة رقيقة مدهونة بالسمن في قاع وعاء الطهي بشكل تغتي جدرانه إلى الأعلى وتوضع كل فطيرة على الأخرى حتى تكون حاف الفطيرة ملعقة من على حافة الوعاء قليلا.
و لأجل إعداد الفطيرة يؤخذ الدقيق والبيض والماء والملح ويعجن كلها في عجين جامد سمكته حوالي 2 مم وتطبخ كل فطيرة في مقالاه ساخنة ( بدون زيت ).ثم ننقل إلى قاع وعاء الطهي طبقة من الأرز ( حوالى الثلث الآخر)
و يوضع في وسط الطبق الثانية من الأرز الكستنة والخوخ الأصفر المجفف و الزبيب ثم نغطي كل هذا بالمتبقى من الأرز. ثم يغتي الارز الموضوع بالوعاء من الأعلى بحافة الفطائر الملعقة الخمس المتبقية المدهونة بالزبدة ويجب أن يكون الغطاء محكما ويغطي الوعاء بغطائه ويوضع في الفرن بحرارة 130 درجة مؤوية.

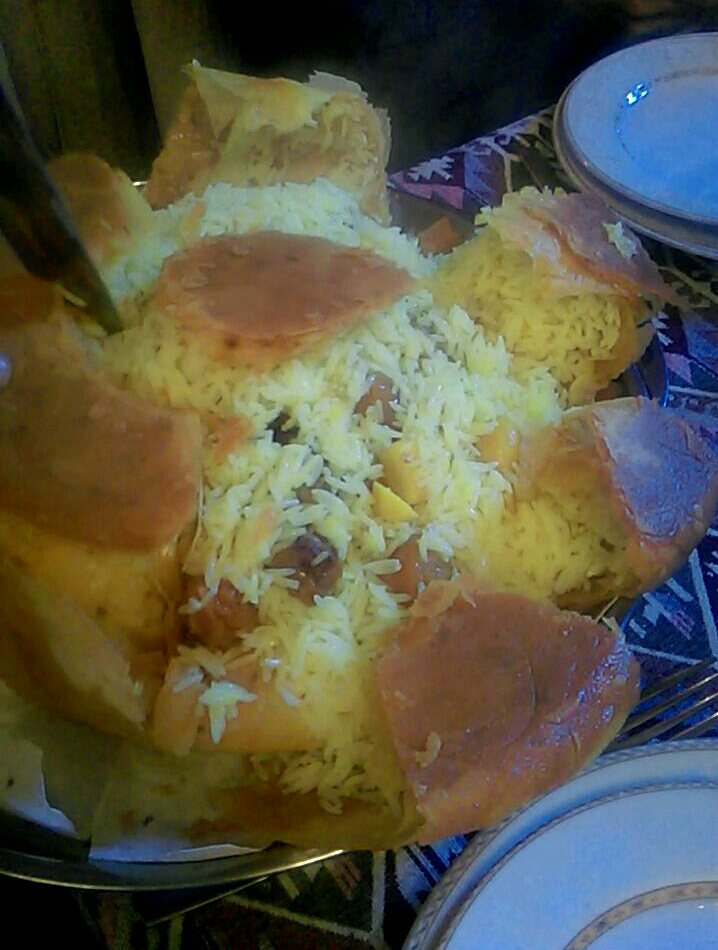
قتاع شاه بلاف و داخله

و بعد مرور اربعين دقيقة تضاف الزبدة على الأرز بحزر.بعد 80 دقيقة تقريبا يخرج وعاء الطهى من الفرن ويفتح غطاؤه ويصب الزائد من السمن من الوعاء.و ثم يقلب القدر رأسا على قلب على صحن أو طبق كبير وتفتح فتحة في وسط الأكلة الجاهذة وثم تقطع من الأعلى إلى الاسفل على الوجبات، بحيث تشبح كل وجبة بتلة ويقدم. 

## المكونات
- أرز – 3 أكواب
- ملح – 1 ملعق شاي
- زبدة – 200 جرام
- لحم – 600 جرام
- بصل – 3-4 رأس
- كستنة – 200 جرام
- خوخ أصفر مجفف – 105 جرام
- فلفل وتوابل – حسب الزوق
- فطير رقيقة – عدد 10 [7]